# Nepal-Himalaya-Pavillon
Der Nepal-Himalaya-Pavillon ist der ehemalige nepalesische Ausstellungspavillon der Expo 2000 in Hannover. Er wurde von einem Mäzen gekauft und im oberpfälzischen Wiesent im Landkreis Regensburg wieder aufgebaut.

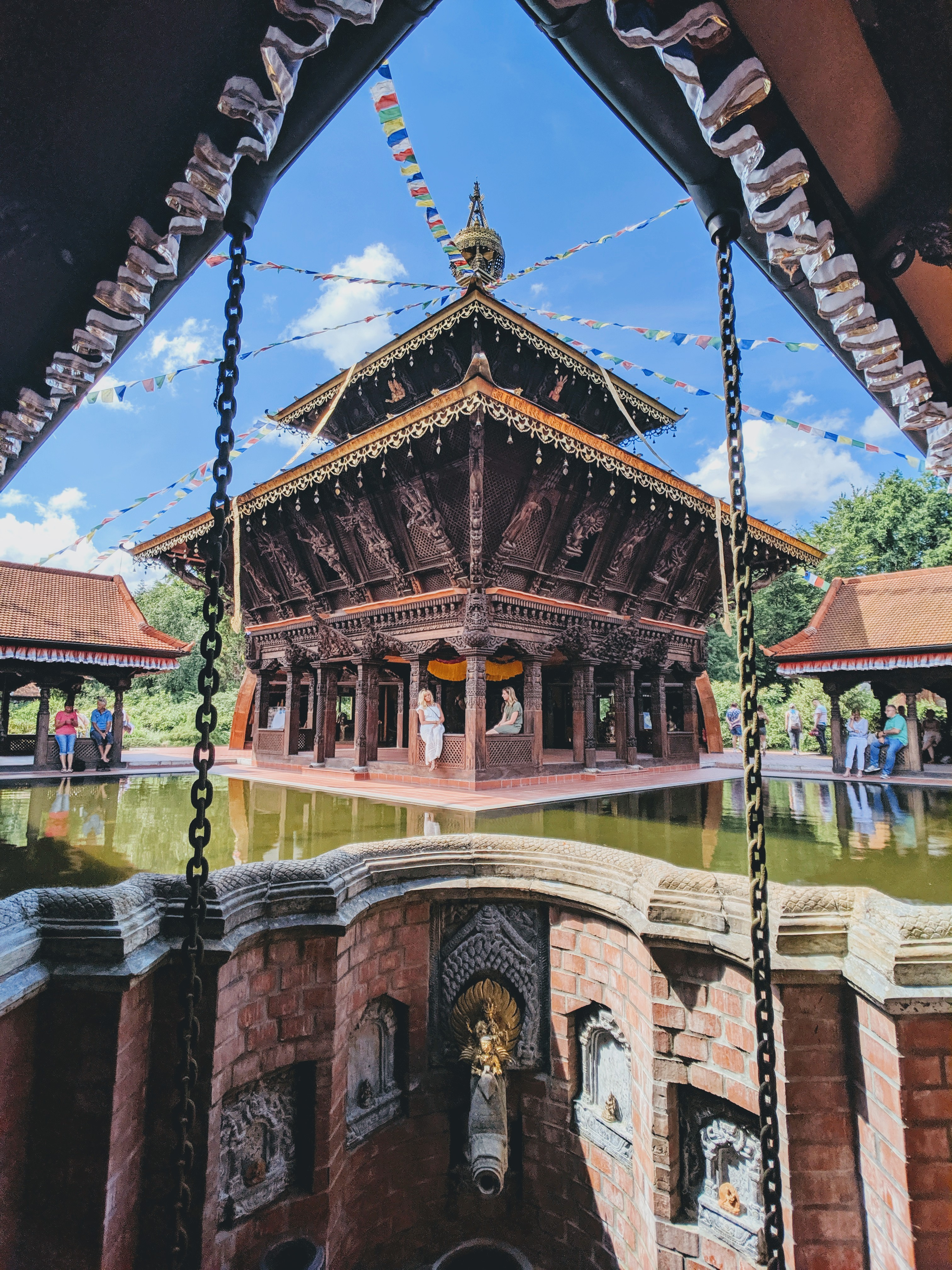
Nepal Himalaya Pavilion in Wiesent

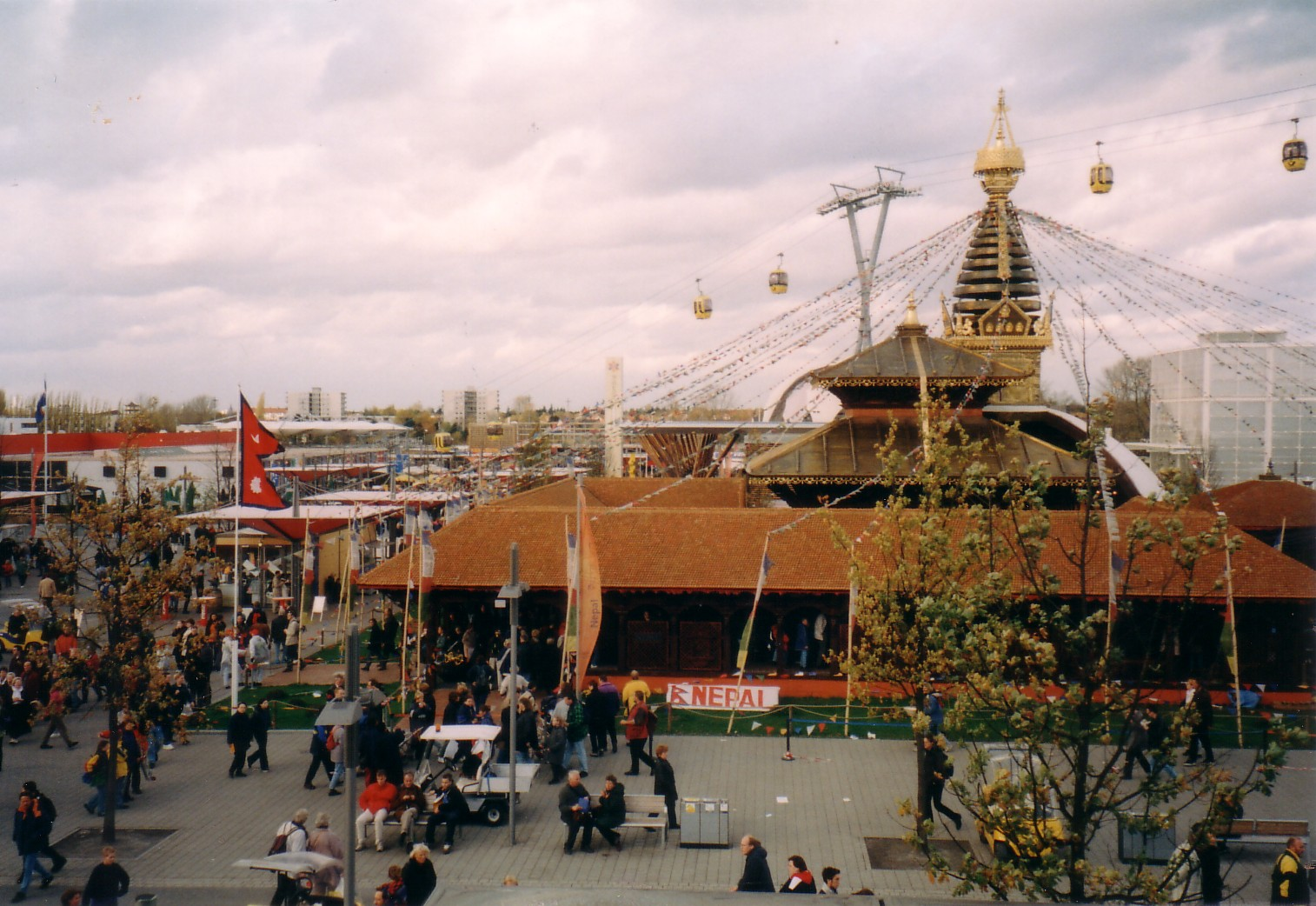
Der Nepalesische Pavillon auf der Expo 2000

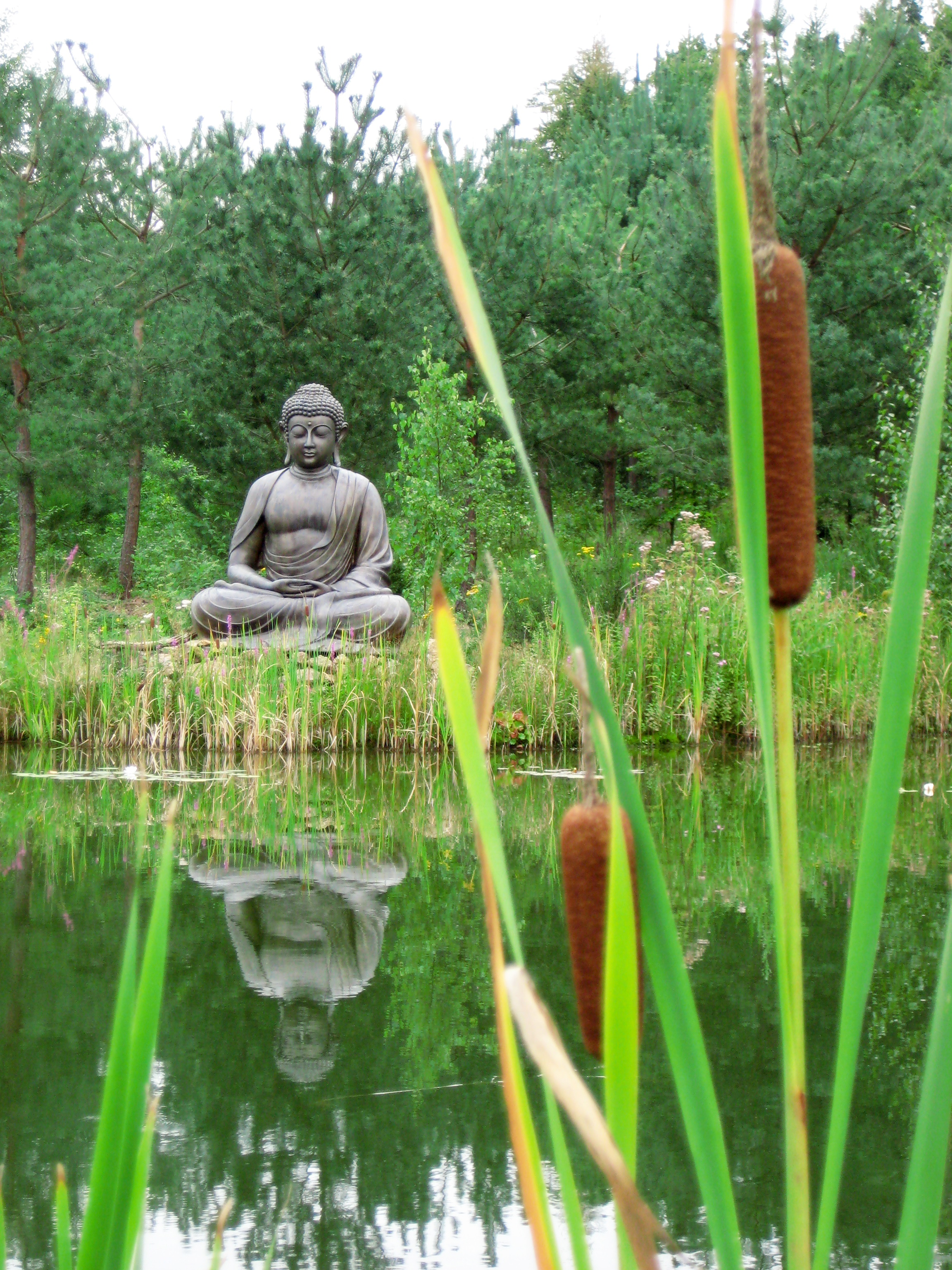
Eine Buddhastatue am See

## Entstehung
Im Februar 2000 wurde der nepalesische Pavillon für die Expo 2000 aufgebaut, die in Hannover vom 1. Juni bis zum 31. Oktober 2000 stattfand und an der 178 Nationen und internationale Organisationen teilnahmen. Er trägt einen vergoldeten, 22 Meter hohen Turm und zahlreiche detaillierte Schnitzereien. Diese wurden von 800 nepalesischen Handwerkern handgeschnitzt. Der nepalesische Bau war einer der beliebtesten internationalen Pavillons der Weltausstellung, den etwa 3,5 Millionen Menschen besuchten. 
Nach dem Ende der Ausstellung kaufte der Fabrikant Heribert Wirth den Pavillon. Das Gebäude wurde in seine Einzelteile zerlegt und im oberpfälzischen Wiesent originalgetreu wieder aufgebaut. Seit dem 15. Juli 2003 ist er dort für die Öffentlichkeit zugänglich.
Nach Angaben der Betreiber ist es das einzige Gebäude, in dem Schreine von Buddhisten und Hindus zusammen in einem Bauwerk zu finden sind. Es ist von verschiedenen Gartenanlagen umgeben. Dazu gehören ein Teehaus, ein nepalesisches Glockenspiel und ein großer Teich mit überlebensgroßer Buddha-Figur.

## Gartenanlagen
Um den Pavillon entstand einer der artenreichsten öffentlichen Gärten in Deutschland mit über 3000 verschiedenen Pflanzenarten. Das gesamte Gelände befindet sich in einem ehemaligen Steinbruch an den südlichen Ausläufern des Bayerischen Waldes, oberhalb der Donau. Das Klima ist heiß und trocken im Sommer, meist schneereich und kalt im Winter. Die steinigen Böden wurden teilweise mit lehmiger Erde aus der Donauebene sowie mit Torf verbessert.
Der Garten des Pavillons beherbergt einen Heidegarten, trockene Hänge, feuchte wiesenhafte Beete, trockene und feuchte Schattenlagen sowie zwei große Teiche. 
Durch die Vielzahl unterschiedlicher Umweltfaktoren, auch bedingt durch die Hanglage, die den Garten stark strukturiert, können sehr viele unterschiedliche Pflanzen erfolgreich kultiviert werden. Den Gestaltern geht es nach eigenen Angaben darum, den Besuchern eine umfassende Darstellung der in der Oberpfalz kultivierbaren Stauden und Gehölze in möglichst naturnaher Zusammenstellung zu präsentieren. 
Eine wichtige Rolle in diesem Konzept spielen zahlreiche Wildstauden aus der ganzen Welt, aber auch Züchtungen, die hier erprobt und propagiert werden. Ein Vorbild ist unter anderem der Garten von Beth Chatto in Ostengland. 
Der Garten wird als ein öffentlicher Park definiert, bei der Artenreichtum dazu diene, zu jeder Jahreszeit natürliche Pflanzenkombinationen zu schaffen. 
Ein Teil des Schaugartens beherbergt über 1000 verschiedene Pflanzen des Sino-Himalaya. 
Unter anderen wurden Mannsschild-Arten, Androsace, verschiedene Feuerkolben, viele Scheinmohn, verschiedene Lerchensporne, Corydalis, Enziane, Edelweiß, Primeln, Tigerglocken, diverse Wildrhododendren und  Saxifraga, und andere Stauden und Gehölze wie Abelia triflora oder Viola kunawarensis gepflanzt. Ferner sind Riesenherzblattlilien (Cardiocrinum giganteum) und eine Reihe seltener Orchideen (Cypripedium cordigerum, Cypripedium henryi, Cypripedium himalaicum, Cypripedium macranthum und  Cypripedium tibeticum) zu sehen.
Die Gärtner versuchen, neue Pflanzen zu testen, mit denen es noch wenig Erfahrungen gibt. Da Himalayapflanzen meist dauerhaft luftfeuchtes Klima bevorzugen, wird versucht, mit Wasserläufen, großen Steinen, Beschattung, Sprühnebel oder speziellen Bodenmischungen die klimatischen Bedingungen für diese speziellen Pflanzenarten anzupassen.

## Besichtigung

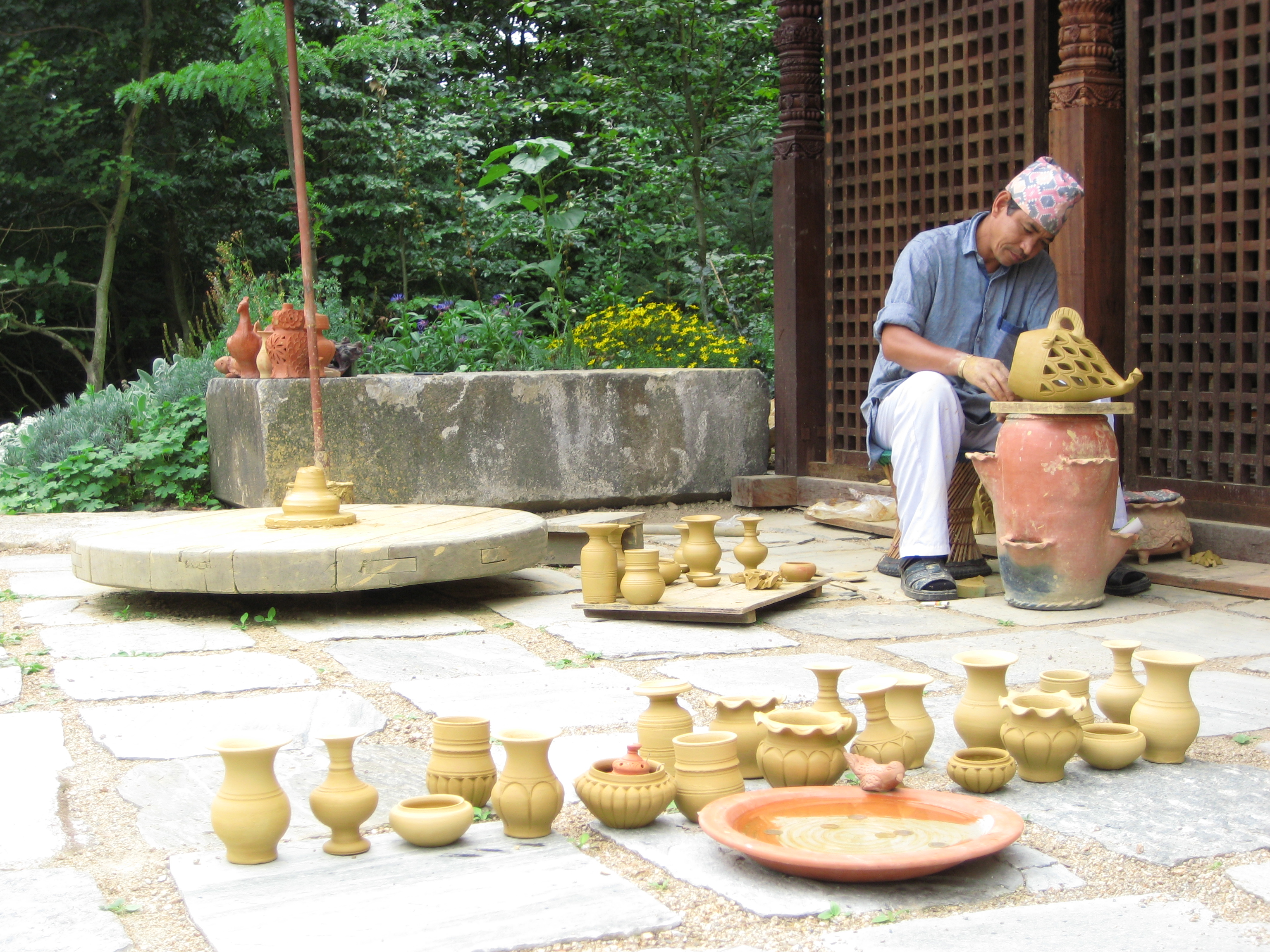
Töpfer bei der Arbeit

Pavillon und Park können von Mitte Mai bis Anfang Oktober zu den Öffnungszeiten besichtigt werden.
Die Erlöse aus den Eintrittsgeldern leitet der Betreiber an die Stiftung Wasser für die Welt weiter, die Wasserprojekte in der Dritten Welt finanziert. 
In dem Ausstellungskomplex werden Kunsthandwerk aus dem Himalaya, original nepalesischer Tee und Waren eines nepalesischen Töpfers zum Kauf angeboten.

## Bildergalerie

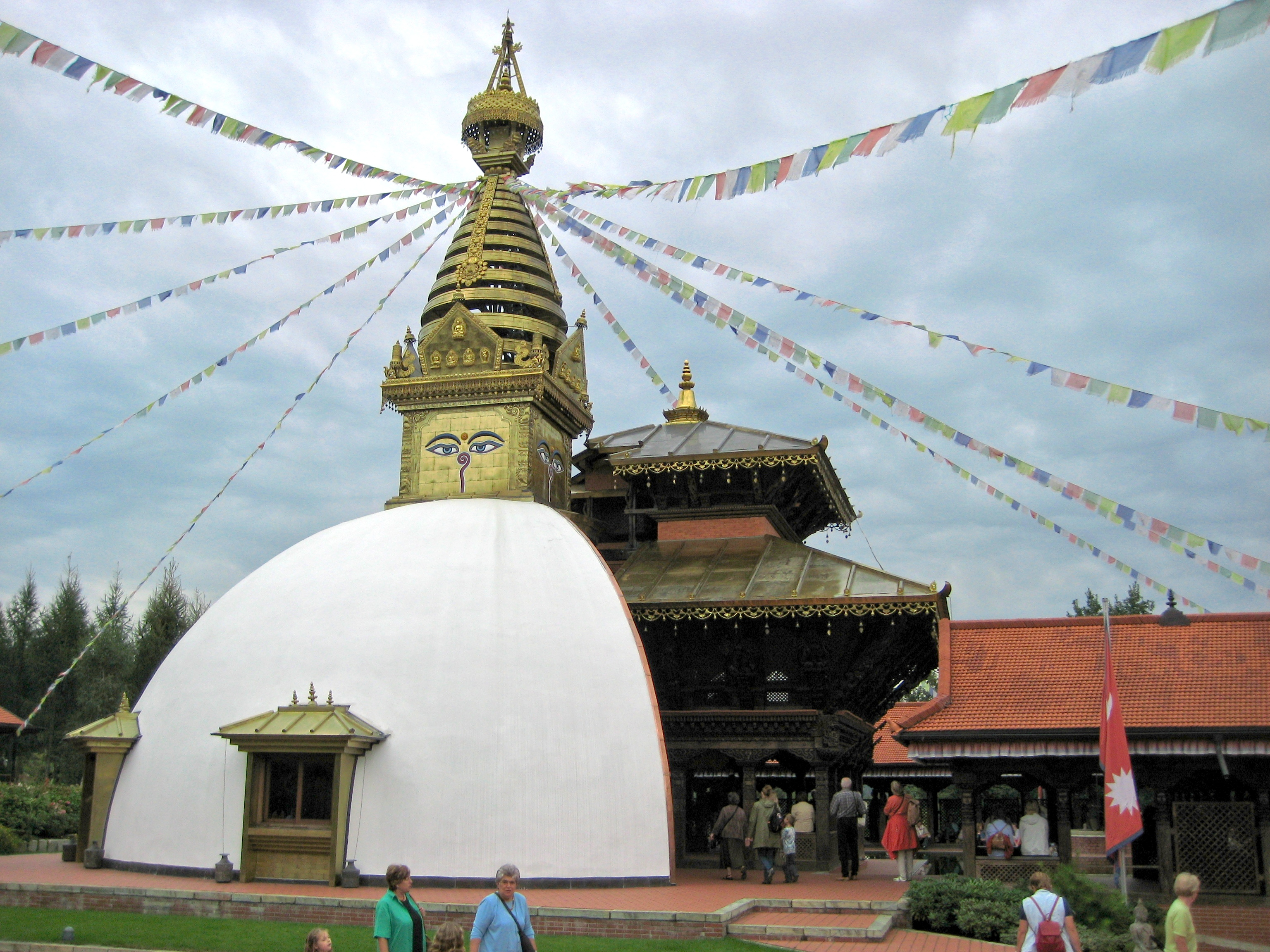
Pavillonbau
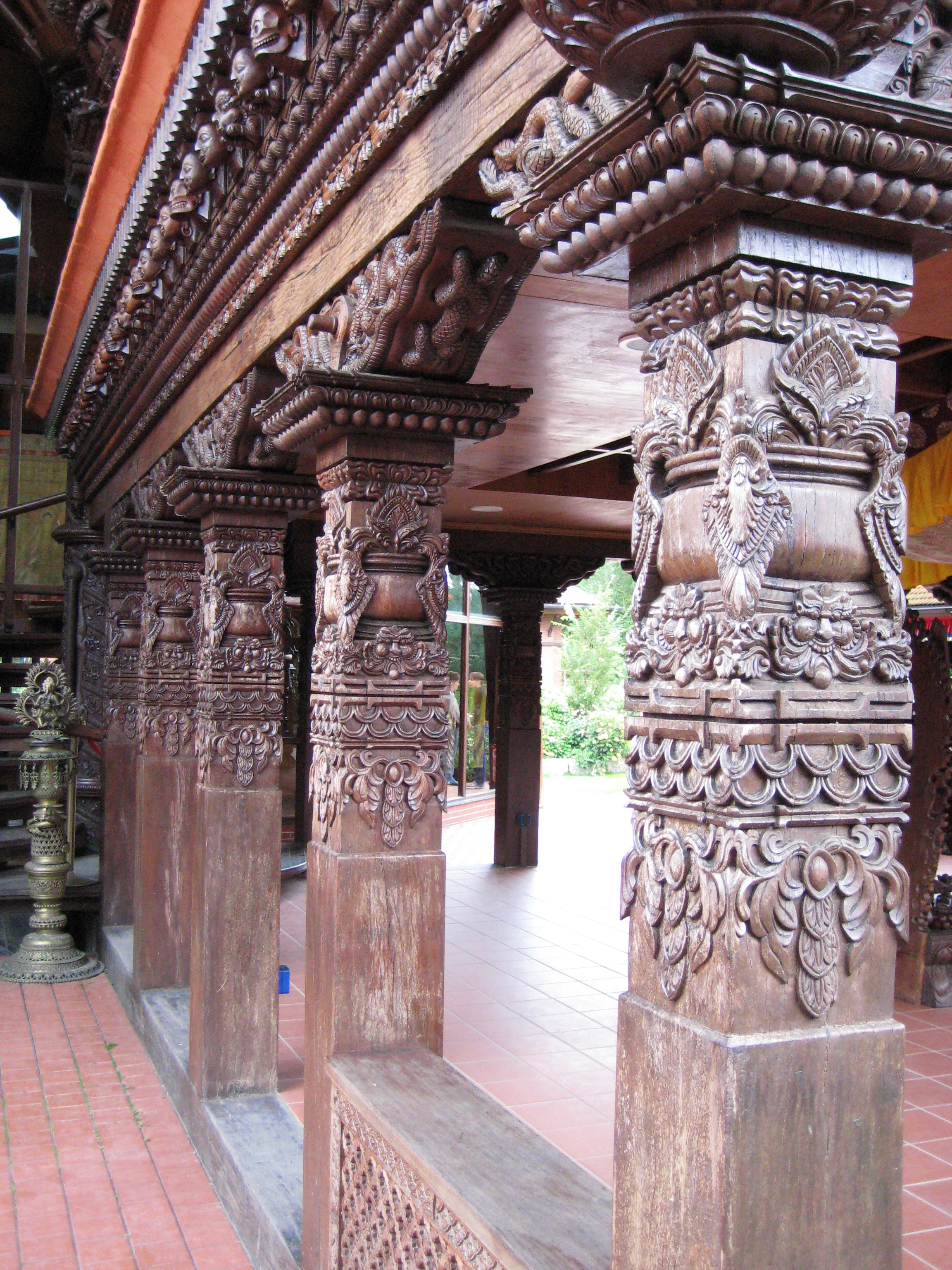
Säulengang
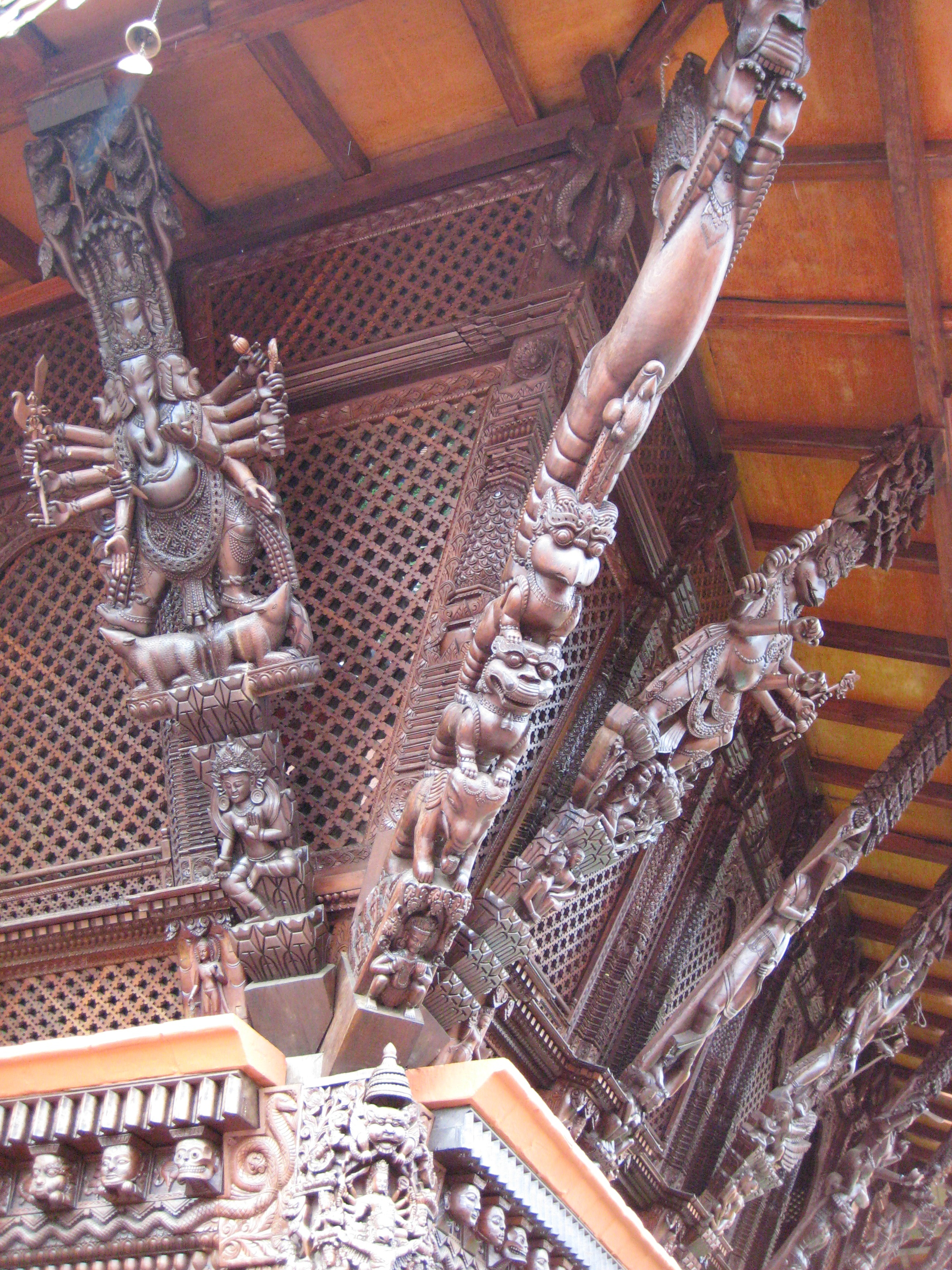
Dachkonstruktion
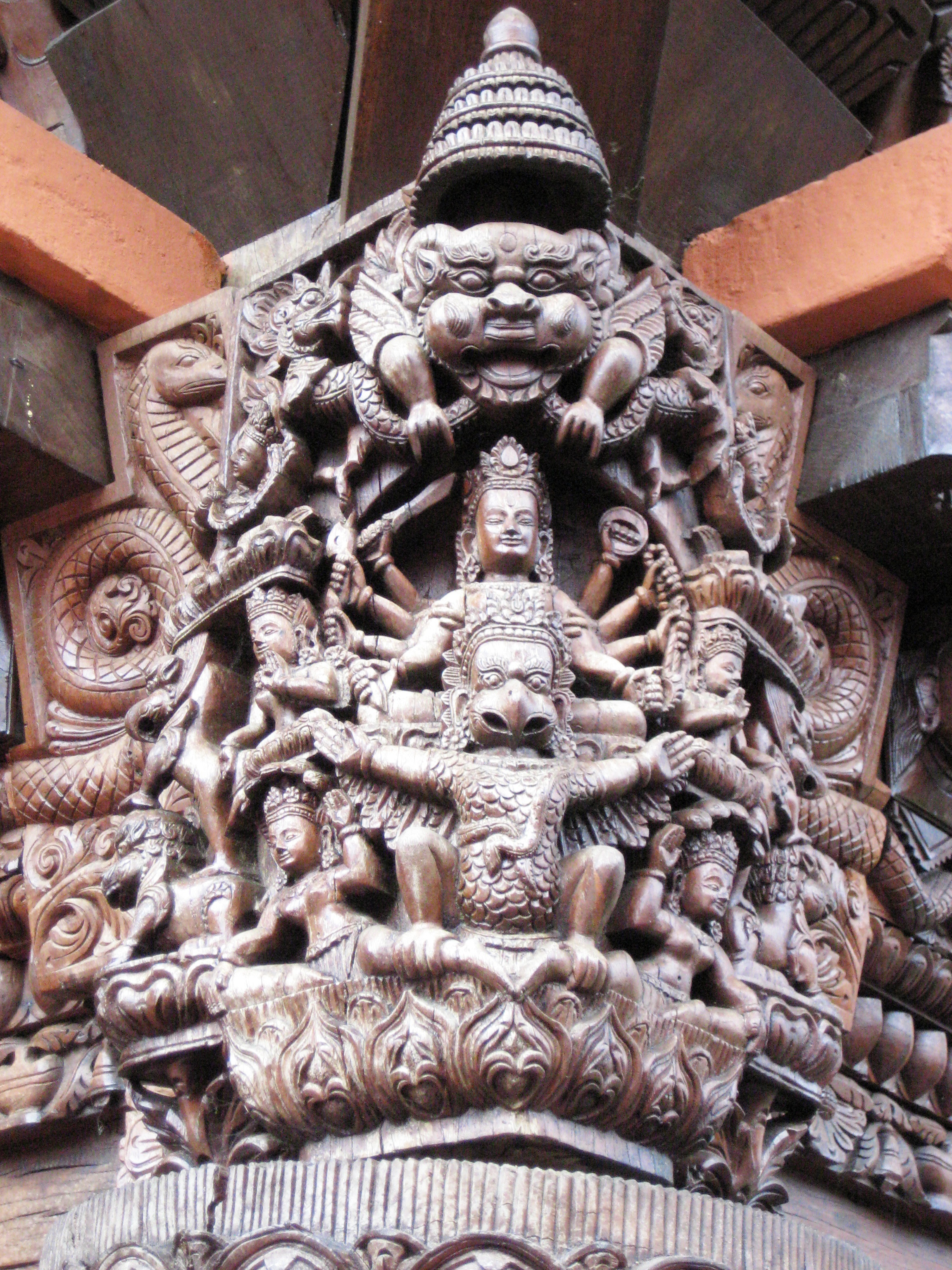
Schnitzereien